# 히가시코게역
히가시코게역(일본어: 東郡家駅)은 일본 돗토리현 야즈군 야즈정에 위치한 서일본 여객철도 인비 선의 철도역이다. 단선 승강장 1면 1선의 구조를 갖춘 지상역이다.

## 역 주변
- 국도 제29호선

## 역사
- 1956년 11월 1일 : 일본국유철도 인비 선의 쓰노이 - 고게 간에 신설 개업.
- 1987년 4월 1일 : 일본국유철도 분할 민영화에 의해, 서일본 여객철도가 승계.
- 시기 불명 : 자동 개찰기 철거.

## 인접 역
| 서일본 여객철도 인비 선 | 서일본 여객철도 인비 선 | 서일본 여객철도 인비 선 |
| ----------------------- | ----------------------- | ----------------------- |
| 쓰노이 돗토리 방면      | ■ 인비 선               | 고게 히가시쓰야마 방면  |